# Marco Corner (doge)
Pour les articles homonymes, voir Cornaro et Marco Cornaro (homonymie).
Marco Corner (né à Venise en 1285 - mort le 13 janvier 1368 à Venise) était un homme politique italien du Moyen Âge, qui fut le 59e doge de Venise, élu en 1365.
Il est le fils de Giovanni et de Agnese (dont la « maison » ne nous est pas parvenue), il a cinq frères.

Sa famille (son nom est Corner même si souvent on emploie Cornaro) est très importante à Venise et elle est considérée comme une des plus anciennes, remontant aux Romains et des plus puissantes.

Après une longue carrière dans l'administration vénitienne, en 1365 il est élu doge à la suite de Lorenzo Celsi, connu pour ses excès.
Fidèle depuis toujours aux idéaux républicains oligarchiques sur lequel est organisé Venise, il est un bon doge de transition et ramène la paix dans les institutions publiques secouées par des tentatives de complot destinées à renverser la forme républicaine du gouvernement.

## Biographie

### Jeunesse et carrière politique
Marco Corner se marie deux fois, avec Giovanna Scrovegni de Padoue, puis une seconde fois avec Caterina dont on sait peu de choses si ce n'est sa modeste origine ce qui rendra difficile son élection. De la première union, naissent trois garçons et deux filles.
Dans sa jeunesse, il s'occupe de commerce avec l'Orient sans grand succès ; par contre, il se distingue dans l'administration publique. Il est de nombreuses fois ambassadeur auprès de l'empereur Charles IV et du pape Clément VI, et fait également partie de la délégation de Venise à l'élection du pape Urbain V à Avignon. Il administre d'importantes villes de l'entre-terre vénitiens.
Sebastiano Ricci en 1699-1700 le représente jeune, lors de son investiture comme comte de Zara. Ce tableau se trouve dans une collection privée.
Venise, en raison de la Serrata del Maggior Consiglio (1297), connait une période très agitée, en effet la république de Venise s'est transformée en une véritable oligarchie à la tête de laquelle sont admis seulement quelques dizaines de familles. Naturellement ceci n'est pas bien vu par la majorité de la population, particulièrement par les riches marchands qui n'ont pas été anoblis. Les complots n'ont jamais réellement cessé, notamment par ceux qui ont intérêt à abattre la nouvelle forme oligarchique (complot de Marin Bocconio en 1300 ou de Marino Falier en 1355 ou tentative supposée contre Lorenzo Celsi en 1365).
Corner se montre fidèle à la république et se distingue pendant le complot du doge Marino Falier qui, désireux de devenir prince de Venise, convainc certains nobles de la ville de s'unir à lui dans un plan qui l'aurait désigné seigneur absolu. Le complot découvert, Marco Corner, à l'époque le plus ancien sénateur et donc faisant automatiquement office de  vice–doge, conduit la flotte vénitienne pour contrôler la lagune de façon à interdire les interventions en faveur des insurgés de la terre-ferme.
Il gère alors pendant une courte période l'État en attente de l'élection du nouveau doge (17 avril – 21 avril 1355).

Il y a peu d'informations sur la période qui suit 1355 même s'il apparaît qu'il concourt, sans succès, à la charge de doge pendant le « conclave » de 1361 dont sort vainqueur son prédécesseur, Lorenzo Celsi. À l'époque, il est désigné comme chevalier sans savoir qui lui a conféré ce titre.

## Le dogat

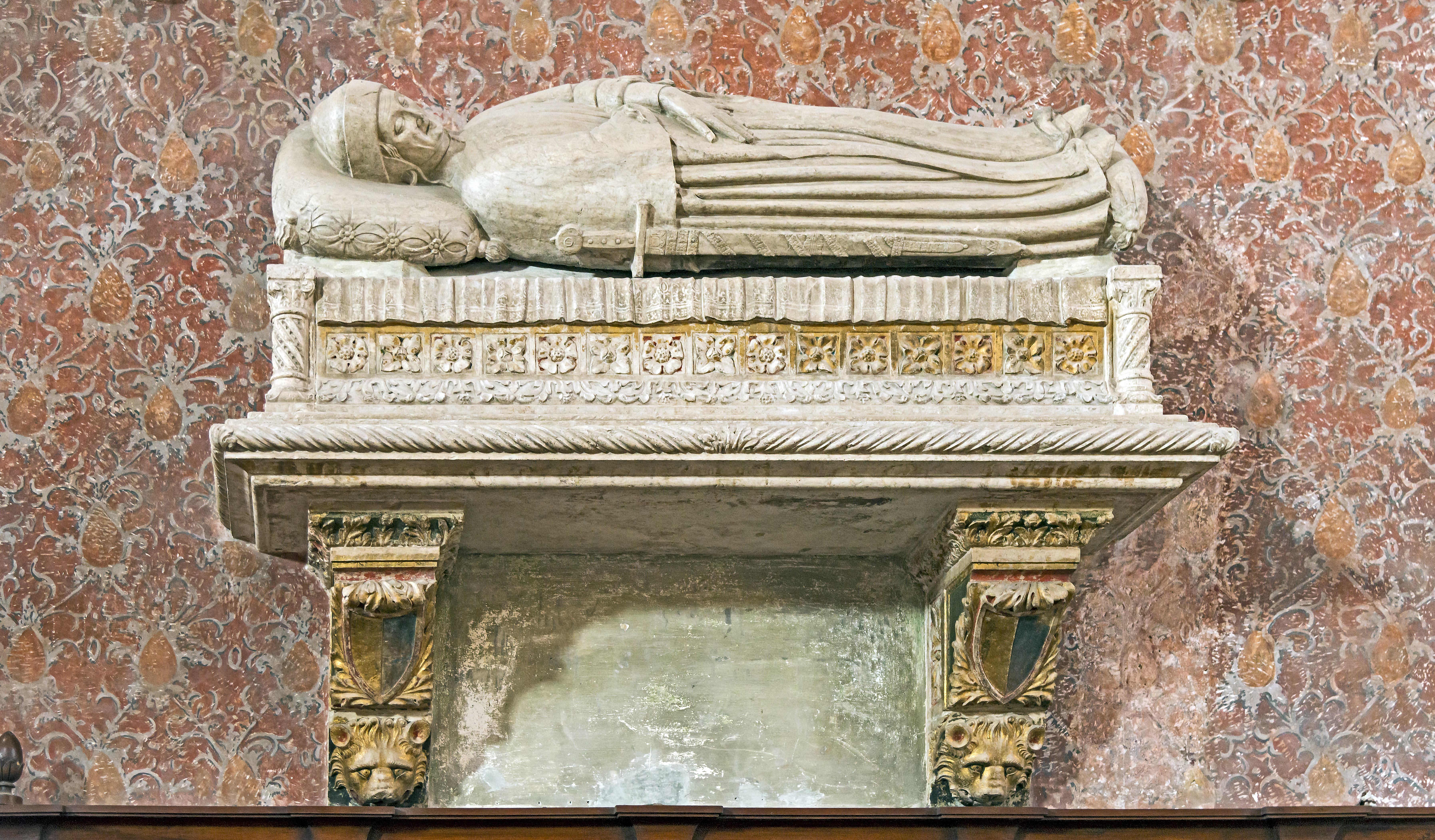
Sa tombe dans la basilique de San Zanipolo

La mort de Lorenzo Celsi le 18 juillet 1365, officiellement pour maladie mentale et le conclave qui l'élit le 21, provoquent une certaine tension dans la société vénitienne qui, ayant à peine échappé au complot de  1355, craint de retomber dans une guerre civile.
Malgré les calomnies adverses concernant la petite origine de sa femme, Corner apparaît comme idéal pour la charge suprême: âgé, il a 80 ans, modeste, fidèle. Une fois élu face à Giovanni Foscarini et de son successeur Andrea Contarini, il introduit un comportement respectueux envers les organes publics, très différent de l'arrogance de ses prédécesseurs.
Pendant les deux ans et demi de son règne, Venise ne voit pas grands changements  en ce qui concerne le commerce international, la principale source de richesse même si elle perd les îles de Chios, Lesbos et Phocée au profit de la république de Gênes. Il réussir à rétablir le commerce avec l'Égypte  convaincant le pape Urbain V d'annuler l'interdiction de commercer avec les infidèles. Corner ordonne la construction d'une aile du palais des Doges.
Une révolte éclate en Crète (Candie). Les Vénitiens déciment la population et rasent beaucoup de villages, repeuplant la zone de colons sélectionnés pour leur fidélité.
Marco Corner meurt à l'aube du 13 janvier 1368. Il est enterré dans la basilique de San Zanipolo, dans un tombeau décoré avec des sculptures dont une Vierge à l'enfant de Nino Pisano.

## Sources
- (it) Cet article est partiellement ou en totalité issu de l’article de Wikipédia en italien intitulé « Marco Cornaro » (voir la liste des auteurs).

- (en) Cet article est partiellement ou en totalité issu de l’article de Wikipédia en anglais intitulé « Marco Cornaro » (voir la liste des auteurs).